# Karl Kurt Klein
Karl Kurt Klein (* 6. Mai 1897 in Weißkirch, Siebenbürgen, Österreich-Ungarn; † 10. Januar 1971 in Innsbruck, Österreich) war ein österreichischer Journalist, Theologe, Germanist und Historiker.

## Leben
Karl K. Klein gehörte der Volksgruppe der Siebenbürger Sachsen an. Er kam am 6. Mai 1897 als zweitältestes von vier Kindern des evangelischen Pfarrers Friedrich Michael Klein (1851–1913) im siebenbürgischen Weißkirch zur Welt. Seine Mutter, Hermine Klein geborene Csallner (1872–1961), entstammte ebenfalls einer Pfarrersfamilie. Zu seinen Brüdern zählte der Journalist Fritz Klein. Er besuchte das Brukenthal-Lyzeum in Hermannstadt. Nach dem Studium der Theologie und Sprachwissenschaften in Debrecen, Marburg an der Lahn und Klausenburg arbeitete er zunächst als Lehrer und Journalist in Hermannstadt. 1923 trat er eine Stelle als evangelischer Pfarrer in Iași (deutsch: Jassy) an, 1932 wurde er Professor der dortigen Universität und Direktor der Universitätsbibliothek. 1939 erhielt er den Lehrstuhl für deutsche Sprache und Literatur der Universität Klausenburg. Nachdem er im Zweiten Weltkrieg (1944) Siebenbürgen hatte verlassen müssen, erhielt er 1946 an der Universität Innsbruck einen Lehrauftrag. Am gleichen Ort wurde er 1956 zum ordentlichen Professor für Germanistik ernannt. In dieser Funktion war er bis zu seinem Ruhestand im Jahr 1963 tätig. Er war Vorstand des Innsbrucker Instituts für deutsche Philologie und Ehrenaldermann der akademischen Gilde Greif. 
Klein war ein ungewöhnlich vielseitiger Wissenschaftler, der neben literaturgeschichtlichen Arbeiten viele altgermanistische, sprachgeschichtliche und dialektologische Abhandlungen hinterlassen hat. Er hat wesentliche Beiträge zur Geschichte der deutschen Minderheit in Rumänien geliefert. Dabei beschäftigte er sich insbesondere mit der siebenbürgisch-sächsischen Siedlungsgeschichte und Sprachforschung. 1935 legte er eine Grammatik der deutschen Sprache vor. Bahnbrechend und völlig neue Erkenntnisse erbringend waren seine Arbeiten über Oswald von Wolkenstein und Arbeo von Freising, den Verfasser des ältesten deutschen Buchs.
Sein Enkel ist der Wissenschaftsautor Stefan Klein.